# Campo de internamento de Kaechon
Campo de internamento de Kaechon (Hangul: 개천 제14호 관리소 , também escrito Kae'chŏn ou Gaecheon) é um campo de trabalho na Coreia do Norte para prisioneiros políticos e descendentes de supostos criminosos. O nome oficial do campo é Kwan-li-so (colônia de trabalho penal) No. 14. O acampamento é comumente conhecido como Acampamento 14. Não deve ser confundido com o campo de concentração de Kaechon (Kyo-hwa-so No. 1), localizado a 20 km (12 mi) a noroeste.

## Descrição
O acampamento foi estabelecido por volta de 1959 no centro da Coreia do Norte, perto do condado de Kae'chŏn, província de Pyongan do Sul. Ele está situado ao longo do curso médio do rio Taedong, que forma o limite sul do acampamento, e inclui as montanhas ao norte do rio, incluindo Purok-san. Bukchang, um campo de concentração (Kwan-li-so No.18) fica ao lado da margem sul do rio Taedong. O acampamento tem cerca de 155 km2 (60 sq mi) de área, com fazendas, minas e fábricas nos vales das montanhas íngremes. O acampamento inclui quartéis superlotados que abrigam homens, mulheres e crianças mais velhas separadamente, uma sede com prédios administrativos e alojamentos para guardas. Ao todo, cerca de 15.000 estão presos no campo de internação de Kaechon.

## Propósito
O principal objetivo do campo de internação de Kaechon é manter pessoas politicamente não confiáveis classificadas como "irredimíveis" pelo governo norte-coreano isoladas da sociedade e explorar seu trabalho. Os enviados para o campo incluem funcionários considerados como tendo um desempenho ruim em seu trabalho, pessoas que criticam o regime, seus filhos, qualquer pessoa que tenha nascido no campo e qualquer pessoa suspeita de se envolver em atividades "antigovernamentais". Os prisioneiros têm que trabalhar em uma das minas de carvão, na agricultura ou em uma das fábricas que produzem têxteis, papel, alimentos, borracha, calçados, cerâmica e cimento. A criação de gado é considerada a ocupação de escolha dos presos, pois lhes dá a chance de roubar comida de animais e catar dejetos de animais para grãos não digeridos.

## Situação de direitos humanos
Testemunhas relataram que os prisioneiros no campo são obrigados a trabalhar por longos períodos, geralmente das 5h30 à meia-noite. Mesmo crianças de 11 anos têm que trabalhar depois da escola e, portanto, raramente vêem seus pais. Outros relatos descrevem prisioneiros sendo espancados e severamente punidos por infrações menores.
As rações alimentares são escassas, consistindo de repolho salgado e milho. Os prisioneiros são emaciados, perdem os dentes e as gengivas escurecem. Muitos morrem de desnutrição, doenças, acidentes de trabalho e das consequências da tortura. Muitos prisioneiros recorrem a comer sapos, insetos, ratos, cobras e até canibalismo para tentar sobreviver. Comer carne de rato ajuda a prevenir a pelagra, uma doença comum no acampamento resultante da ausência de proteína e niacina na dieta. Para comer qualquer coisa fora da refeição sancionada pela prisão, incluindo esses animais, os prisioneiros devem primeiro obter permissão dos guardas.

### Testemunhas presas

#### Shin Dong Hyuk
Em sua biografia oficial Escape from Camp 14 por Blaine Harden, Shin Dong-hyuk afirmou que ele nasceu no acampamento e viveu lá até escapar em seus vinte e poucos anos. Em 2015, Shin retratou parte dessa história. Shin disse a Harden que mudou algumas datas e locais e incorporou alguns "elementos fictícios" em seu relato. Harden esboçou essas revisões em um novo prefácio, mas não revisou o livro inteiro. Shin disse que não passou toda a sua vida norte-coreana no Campo 14. Apesar de sustentar que lá nasceu, afirmou que, quando jovem, sua família foi transferida para o Campo menos severo 18, onde passou vários anos. Ele disse que foi torturado no Campo 14 em 2002, como punição por fugir do Campo 18.

#### Kim Yong
Kim Yong (1995-1996 em Kaechon, depois em Bukchang) foi preso depois que foi revelado que os dois homens que foram executados como supostos espiões dos EUA eram seu pai e irmão. Ele testemunhou aproximadamente 25 execuções em sua seção do campo em menos de dois anos.